# Underground (альбом Телониуса Монка)
| Оценки критиков                      | Оценки критиков |
| Источник                             | Оценка          |
| ------------------------------------ | --------------- |
| AllMusic                             | [ 1 ]           |
| The Rolling Stone Jazz Record Guide  | [ 2 ]           |
| The Penguin Guide to Jazz Recordings | [ 3 ]           |

Underground — седьмой студийный альбом, записанный Телониусом Монком для Columbia Records. В нём участвуют Монк на фортепиано, Ларри Гейлз на басу, Чарли Роуз на тенор-саксофоне и Бен Райли на барабанах. Это последний альбом Монка при участии Thelonious Monk Quartet.
На обложке изображен Монк в образе бойца французского сопротивления во время Второй мировой войны, как дань уважения давней покровительнице и другу Монка, Паннонике де Кенигсвартер, которая служила в сопротивлении и чье изображение также есть на обложке. Альбом получил премию Грэмми за лучшую обложку альбома.

## Музыка
«Green Chimneys» названа в честь школы, которую посещала дочь Монка.
Для композиции «In Walked Bud» Джон Хендрикс написал слова.

## Трек-лист
Все композиции написаны Телониусом Монком, если не указано иное.

### ОригинальныйLP
Сторона первая
1. «Thelonious» — 3:14
2. «Ugly Beauty» — 7:20
3. «Raise Four» — 4:36
4. «Boo Boo’s Birthday» — 5:56

Вторая сторона
1. «Easy Street» (Алан Рэнкин Джонс) — 5:52
2. «Green Chimneys» — 9:00
3. «In Walked Bud» — 4:17

### CD переиздание
1. «Thelonious» — 3:13
2. «Ugly Beauty» — 3:17
3. «Raise Four» — 5:47
4. «Boo Boo’s Birthday» — 5:56
5. «Easy Street» (Алан Рэнкин Джонс) — 5:53
6. «Green Chimneys» — 9:00
7. «In Walked Bud» (Джон Хендрикс, Монк) — 4:17

### Специальное издание
1. «Thelonious» — 3:16
2. «Ugly Beauty» — 10:45
3. «Raise Four» — 7:00
4. «Boo Boo’s Birthday (Take 11)» — 5:55
5. «Easy Street» — 7:50
6. «Green Chimneys» — 13:09
7. «In Walked Bud» — 6:48
8. «Ugly Beauty (Take 4)» — 7:37
9. «Boo Boo’s Birthday (Take 2)» — 5:34
10. «Thelonious (Take 3)» — 3:10

## Создатели

### Музыканты
- Телониус Монк — фортепиано
- Чарли Роуз — тенор-саксофон
- Ларри Гейлз — бас
- Бен Райли — ударные
- Джон Хендрикс — вокал в «In Walked Bud»

### Производство
- Тео Масеро — продакшн
- Тим Джилан — инжиниринг
- Студии Хорна Гриннера — фотография
- Джон Берг, Ричард Мэнтел — арт-директор